# Marie de Latour
Pour les articles homonymes, voir Latour.
Marie Élisabeth Jeanne de Latour-Simons (Bruxelles, 1750 - Bruxelles 1834) est une artiste peintre et graveuse belge.

## Biographie
Née à Bruxelles et baptisée à Sainte-Catherine le 5 avril 1750, appartenant à une famille d'artistes bruxellois, Marie Élisabeth Jeanne est la fille du peintre flamand Jan Baptiste Simons (d) (1717 - Bruxelles, Notre-Dame de la Chapelle 1783) (et en fait, plus généralement dénommé Jean Joseph Simons) et de Marie Caroline De Boeck, qui se sont mariés à Bruxelles, Sainte-Gudule, le 25 juillet 1747. Elle est par alliance la belle-sœur du peintre Charles Le Clercq, qui avait épousé en 1787 à Bruxelles Isabelle Simons. Elle a un frère, Jean-Baptiste Simons, qui fut aussi peintre. Le 4 avril 1780, à Bruxelles, à Notre-Dame de la Chapelle, elle épouse le négociant Philippe Jacques de Latour,,, de Bruxelles, fils d'un maître tailleur.
Élève à partir de 1774 de l'académie des beaux-arts d'Anvers, sa production consiste principalement en pastels et gouaches, miniatures et estampes, souvent d'intérieurs. Elle donna une partie de ses pastels à son frère lorsqu'il devint aveugle en 1786.
Elle grava surtout d'après Nicolaes Berchem, Pieter Goddyn (d), Rubens et Van de Velde. En 1817, elle reçut un prix de la Société anversoise pour l'encouragement des Beaux-Arts. Elle travailla outre à Anvers, à Paris et Berlin, où elle reçut la charge de peintre du roi de Prusse.
En 1822, elle expose trois toiles au Salon de Lille.
Son fils, Alexandre De Latour, fut également artiste peintre et exécuta un portrait de sa mère.
Elle eut entre autres pour élèves son fils et le peintre suédois Johan Way (1792-1873).
Le musée royal des Beaux-Arts d'Anvers et le musée de la ville de Bruxelles conservent quelques-unes de ses œuvres.
Elle habitera avec son mari, son fils et sa belle-fille, au n° 515 de la rue du Persil, tout près de la place Saint-Michel, dénommée plus tard la place des Martyrs. Son mari y meurt en 1822.
Marie Elisabeth Jeanne De La Tour - Simons est morte à Bruxelles le 23 février 1834.

Œuvres
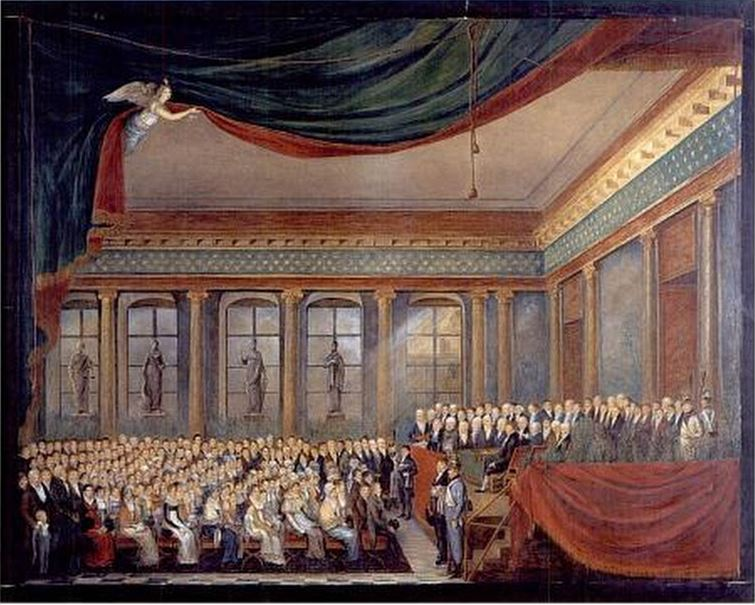
Cérémonie solennelle de remise des prix dans le grand salon de l'hôtel de ville [Bruxelles], à l'occasion du salon et du concours de 1811, gouache, 1811, musée de la ville de Bruxelles.
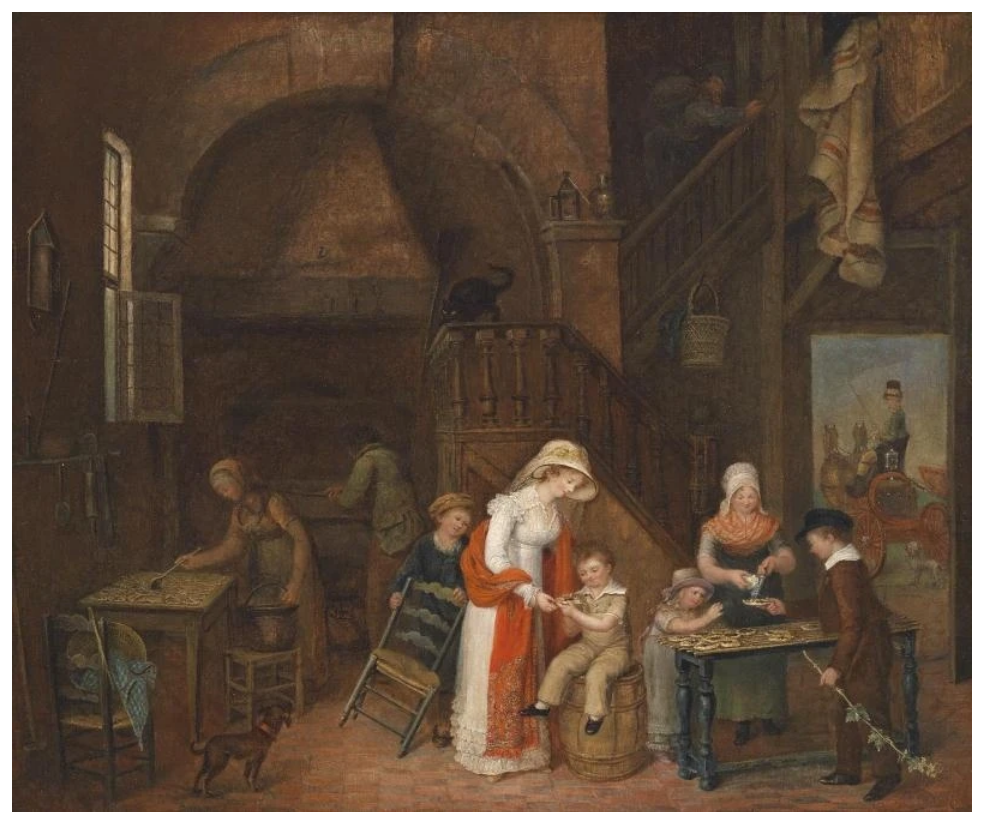
Chez la pâtissière, huile sur toile, 1822.
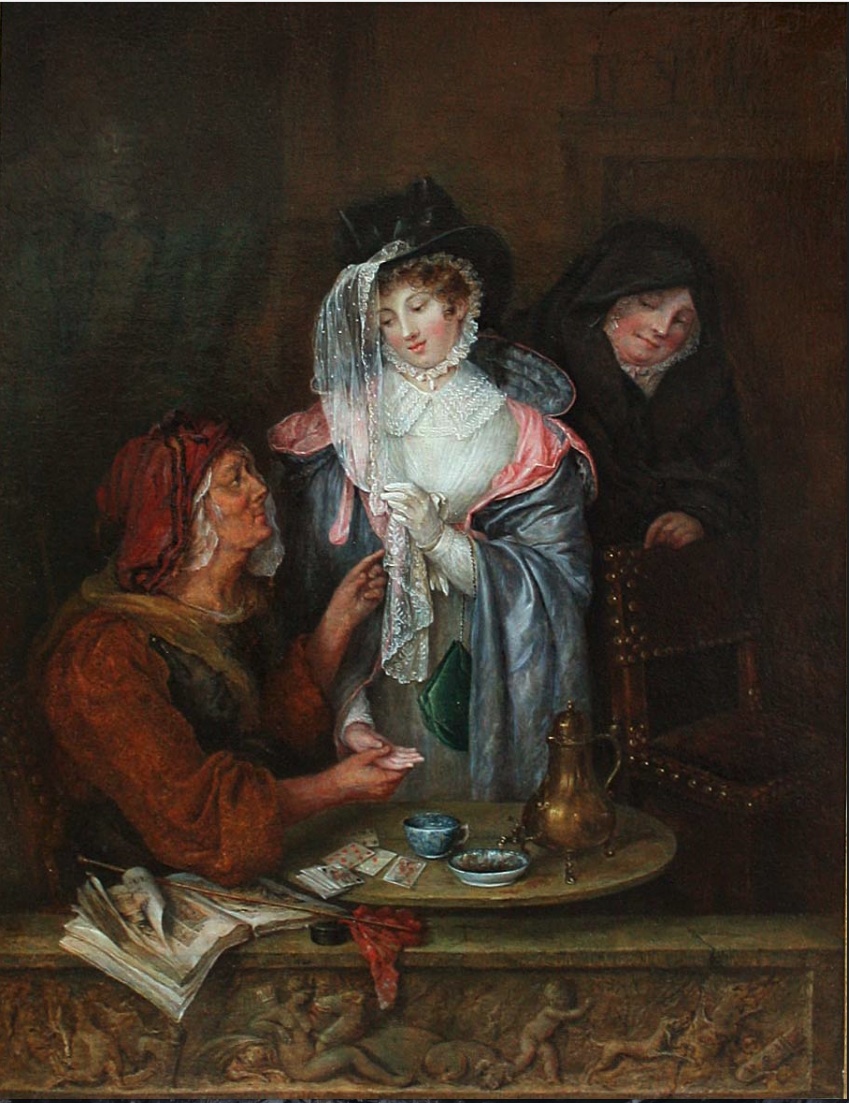
La Diseuse de bonne aventure, huile sur toile, 29 x 38 cm, 1820.